# Ликовриси-Пефки
Ликовриси-Пефки (грч. Λυκόβρυση-Πεύκη) је општина у Грчкој. По подацима из 2011. године број становника у општини је био 31.002.

## Становништво
| 2011.  |
| ------ |
| 31,002 |